# Walking on the Chinese Wall
Walking on the Chinese Wall ist ein Lied des US-amerikanischen Sängers Philip Bailey aus dem Jahr 1984. Das Lied erschien als Teil von Baileys Studioalbum Chinese Wall sowie als Single und beinhaltet Begleitgesänge des britischen Musikers Phil Collins.

## Hintergrund

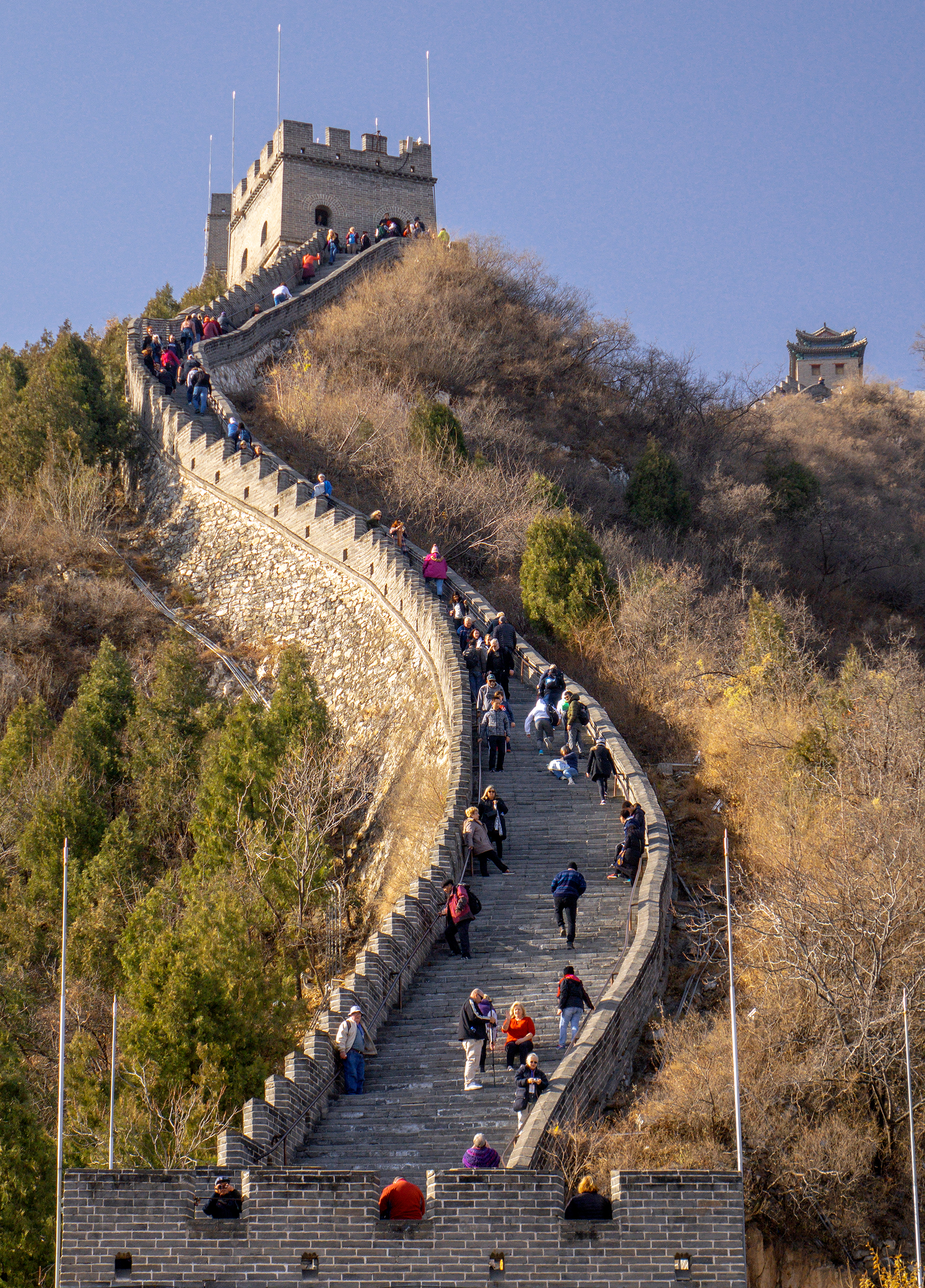
Juyongguan-Pass

Das Lied wurde von den beiden US-amerikanischen Autoren Billie Hughes und Roxanne Seeman geschrieben sowie komponiert. Im Jahr 1982, nachdem Seeman chinesische Kunst und Literatur an der Columbia University studiert hatte, reiste sie nach China, wo sie auf dem nördlichen Juyongguan-Tor der Chinesischen Mauer außerhalb von Peking wanderte. Nach ihrer Rückkehr nach Los Angeles traf sie erstmals Hughes, mit dem sie fortan zusammenarbeitete. Hughes erstes Lied war von einem ostasiatischen Gefühl inspiriert. Für den Text bat er Seeman, „etwas Chinesisches“ zu schreiben. Seeman kontaktierte schließlich Bailey und erzählte ihm von dem Stück.
Ein Jahr früher in London, während einer Europa-Tour mit Earth, Wind & Fire, hatte Bailey Phil Collins getroffen und über die Möglichkeit einer Zusammenarbeit gesprochen. Bailey bat Seeman und Hughes, ihn am JFK-Flughafen zu treffen, um mit Collins in den Townhouse Studios aufzunehmen. Hughes gab Bailey die Progression, mit einem goldfarbenen Stift geschrieben; Seeman eine Kassette und den Walkman mit dem Lied. Weitere Aufnahmesitzungen erfolgten im Ocean Way Recording und im The Complex in Los Angeles statt, wobei George Massenburg für die Aufnahme und Abmischung verantwortlich war.
Die Erstveröffentlichung von Walking on the Chinese Wall erfolgte als Teil von Baileys Studioalbum Chinese Wall im Oktober 1984. Im März 1985 erschien das Lied als Singleauskopplung aus dem Album bei Columbia Records. Diese erschien als 7″-Single und 12″-Single mit der B-Seite Children of the Ghetto. Im Juni 1998 erschien eine gleichnamige Kompilation von Bailey. Am 28. September 2018 erschien das Lied auch auf Collins’ Album Plays Well with Others.

## Inspiration, Komposition und Interpretation des Textes

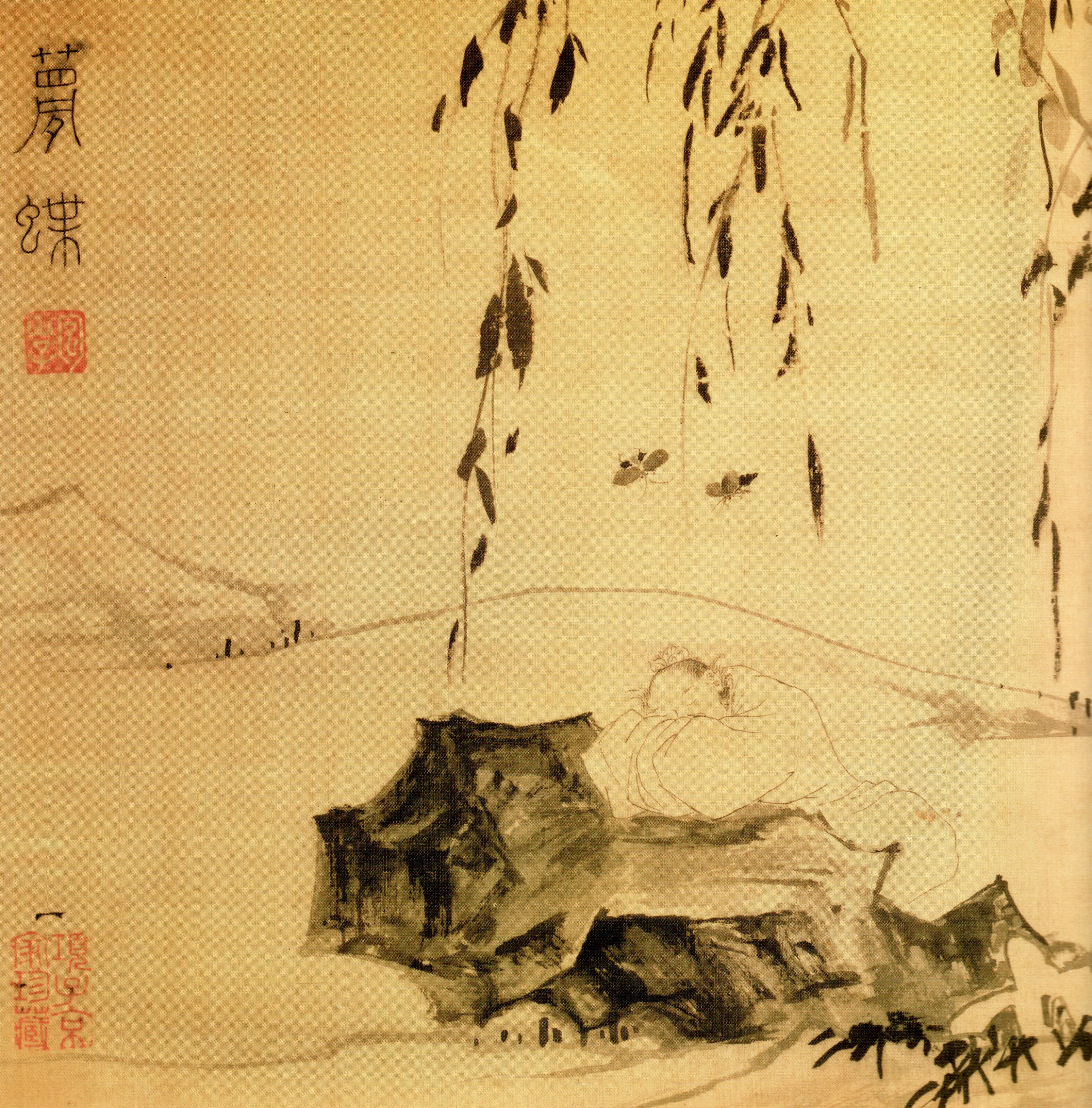
Zhuangzi, Schmetterlingstraum

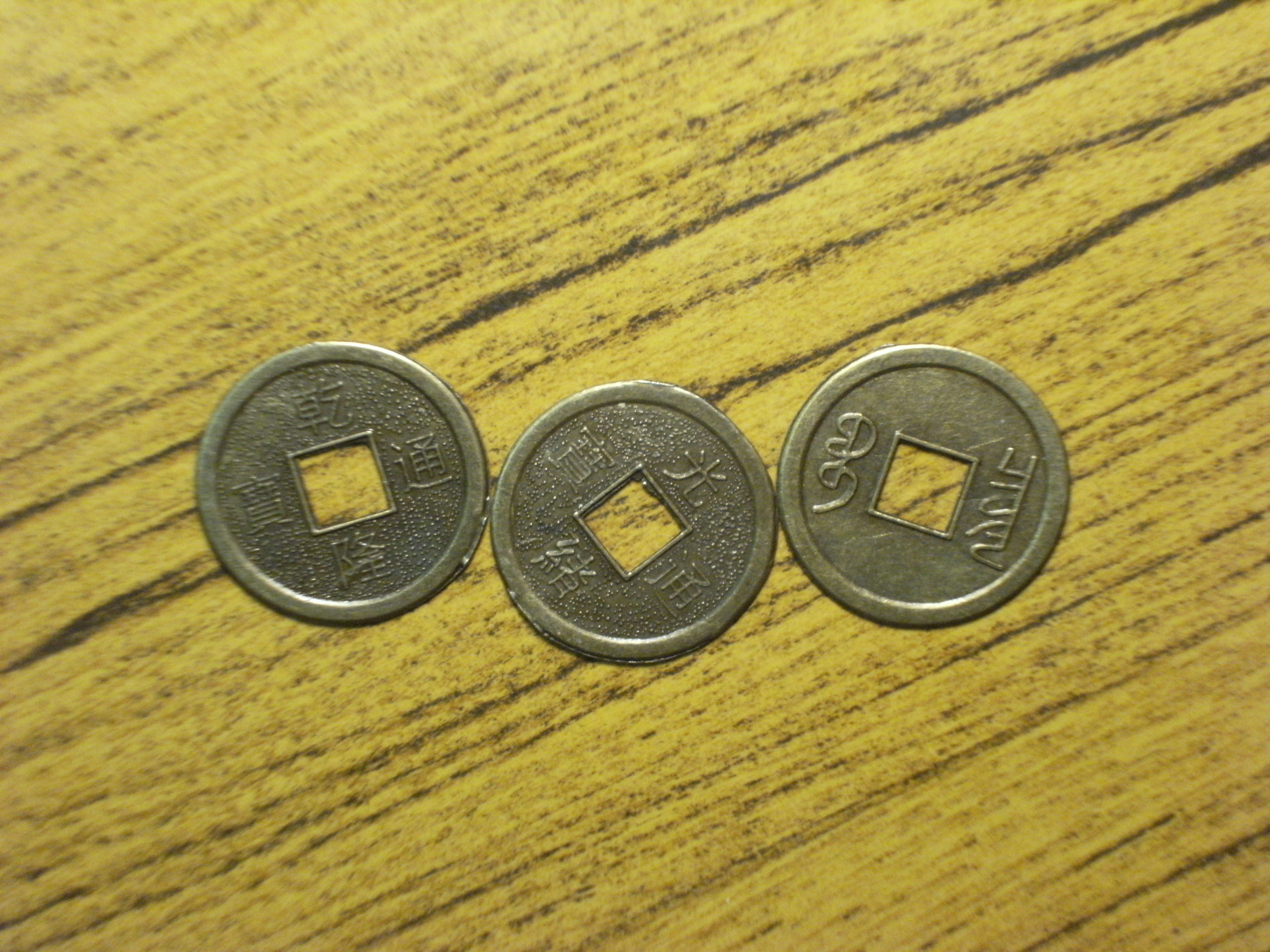
I-Ging-Münzen

Für den Text griff Seeman auf ihre Studien zurück und machte symbolische Verweise auf Literatur, Kunst und Philosophie der chinesischen Kultur.
Das Lied beginnt mit Bailey, der singt: „Butterfly spread your painted wings for an answer from the Ching“. Dieses bezieht sich auf den Daoismus und den Schmetterlingstraum aus dem Zhuangzi.
Die folgende Zeile „By the stream, stretching on the rocks, tiger on the mountaintop“ schafft ein Yin-und-Yang-Bild von Bergen und Wasser sowie vom Tiger, ein Symbol für Macht, Glück und Schutz.
Seeman verbrachte mehrere Monate beim Schreiben des Texts. Beim Nachdenken über ihre Reisen nach China kam sie auf den Titel und Hookline „Walking on the Chinese Wall“.
Die zweite Zeile des Chorus „watching for the coins to fall“, bezieht sich auf das Werfen von I-Ging-Münzen und visualisiert, wie zufällig sie fallen werden, so wie die Unvorhersehbarkeit der Zukunft, um die Hexagramme im I Ging („Buch der Wandlungen“) zu bilden, die zum Entscheidungstreffen gelesen und interpretiert werden.
Die Zeilen „Red chamber dream, from the sky above, ancient tales of hidden Chinese love“ sind vom Roman „Der Traum der Roten Kammer“ inspiriert. Dieser ist einer der vier großen klassischen Romane Chinas. Die Texte bezieht sich auf buddhistische und taoistische Philosophien der romantischen Liebe und die vergängliche Natur des Lebens, die im Roman thematisiert werden, der auch „Geschichte vom Stein“ genannt wird. Die Geschichte erzählt von einem Stein „vom Himmel oben“ (from the sky above), der einen taoistischen Priester und einen buddhistischen Mönch bittet, ihn zur Roten Erde zu bringen, um das Leben auf der Erde zu kennen. Der Wunsch wird gewährt, und ein Junge namens Pao-yu wird mit einem Jade-Stein im Mund geboren. Er beginnt sein irdisches Dasein und die „alten Geschichten chinesischer Liebe“ (ancient tales of Chinese love) in den roten Kammern der Familie Jia.

„假作真時真亦假，
無為有處有還無。“

„Wahrheit wird zu Fiktion, wenn die Fiktion wahr ist; Realität wird nicht real, wo das Unreale wirklich ist.“

## Aufnahme

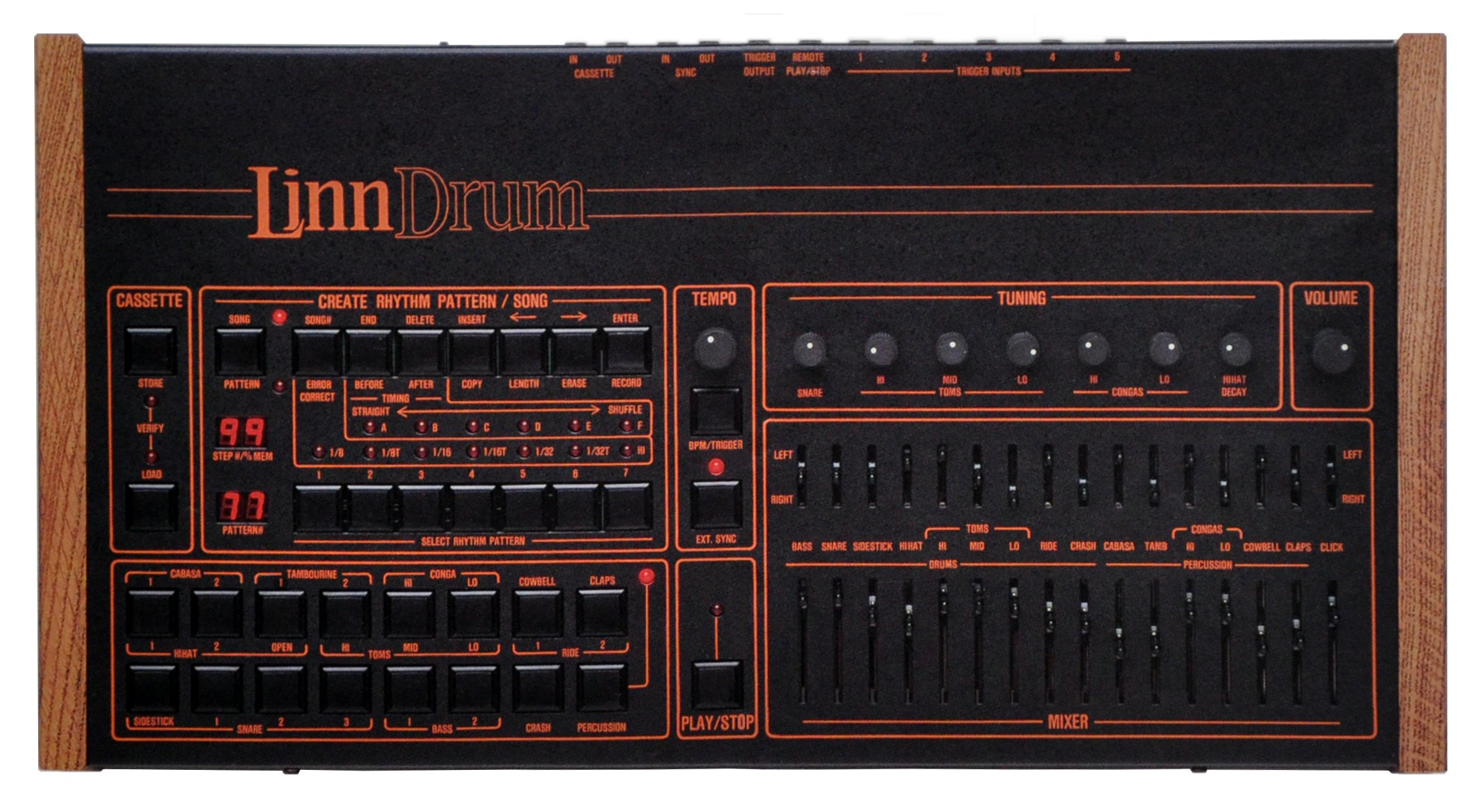
LinnDrum Drumcomputer

Bailey kam am 8. Mai in London an und blieb zwei Monate im Bramley Grange Hotel in Guildford. Nathan East am Bass und Lessette Wilson an den Keyboards kamen ebenfalls aus den USA, um daran teilzunehmen. Der Gitarrist Daryl Stuermer spielte sowohl elektrische als auch akustische Gitarre. Phil Collins spielta das Schlagzeug, LinnDrum und Keyboards.
Das Album „Chinese Wall“ wurde in Townhouse Studios in London aufgenommen. Die Bläser wurden im Ocean Way Recording in Hollywood aufgenommen.
Bailey beschrieb seine Erfahrung:

„Wenn zwei Menschen sich darüber freuen, zusammenzuarbeiten, entstehen besondere Momente im Studio. Musik ist sehr mystisch, und wenn man von Menschen umgeben ist, die genauso in die Kunst verliebt sind, geschehen einzigartige Momente. Momente, die nur einmal passieren können und nicht einmal auf der Bühne wiederholt werden können. Das war die Art von Atmosphäre, die ich mit Phil hatte.“

## Musikvideo
Das Video zu „Walking on the Chinese Wall“ wurde von Duncan Gibbins inszeniert. Es wurde von Beth Broday und Steven Buck produziert. Die Dreharbeiten fanden in den Santa Monica Mountains statt. Das Ziel war, die „natürliche Geheimnisse und die jahrhundertealte Schönheit der chinesischen Landschaft“ einzufangen.

## Besetzung
- Philip Bailey – Gesang
- Phil Collins – Gesang, Keyboards, Schlagzeug, LinnDrum, Produzent
- Lesette Wilson – Keyboards
- Daryl Stuermer – Gitarre
- Nathan East – Bass
- José James – Backing Vocals
- The Phenix Horns – Bläser
  - Don Myrick – Saxophon
  - Louis Satterfield – Posaune
  - Rahmlee Michael Davis – Trompete
  - Michael Harris – Trompete
- Tom Tom 84 – Bläser-Arrangement
- George Massenburg – Aufnahme, Abmischung
- Nancy Donald, Tony Lane – Design[20]

## Rezeption

### Rezensionen
Das Lied erhielt Lob von Musikkritikern. In seiner Albumkritik für The Village Voice lobte der Journalist Nelson George das Lied: „Der Kern ist der Titelsong... inspiriert von einem Auszug aus dem 'Traum der Roten Kammer', einem chinesischen Roman aus dem 18. Jahrhundert.“ Er beschrieb die Bildsprache der Texte als „exotisch und anmutig“ und zitierte „Come down the clouds to the sea of flames/From the mountain hear the cry of pain“.
Daryl Stuermers akustische und elektrische Gitarren, Lessette Wilsons Keyboards und die Phenix Horns beschrieb er als „exotisch und anmutig“ wie die Bildsprache des Textes. George schrieb weiter: „Durch seinen himmlischen Falsett-Gesang im Kontrast zu seinem Maurice-Bariton schafft Bailey eine Mischung aus philosophischer Meditation und Straßenecken-Logik.“ Playboy lobte das Lied: „Die beste Zusammenarbeit der beiden Phils ist im Titelsong des Albums, der – glauben Sie uns – wie Earth, Wind & Fire und Genesis in einem Song klingt.“
Für die Washington Post schrieb Joe Brown: „Baileys Falsett schwebt ätherisch (und manchmal kratzt er irdisch) über Collins' glänzender Wand aus exotischer Schlaginstrumente und elektronischen Texturen“ und nannte das Lied „überirdisch“.
The Gavin Report listet „Walking on the Chinese Wall“ in Dave Sholins „Personal Picks“ am 15. März 1985 auf: „Wirf die Ausstechform weg, denn hier ist etwas völlig Neues. Der Titelsong von Baileys LP... hat für jeden etwas dabei. ... Der Einfluss von Phil Collins als Produzent kommt laut und deutlich durch.“
Cashbox-Magazin beschreibt das Lied als einen „langsam grooving Titel, mit allen den instrumentalen Merkmalen von Collins geschickter Hand. Großer Drum-Sound, kräftige Bläser und eine luftige Chorus-Melodie tragen alle zu diesem Juwel bei... majestätischer Gesang und Arrangement“. Tom McCarthey von The Salt Lake Tribune schrieb: „Walking On The Chinese Wall zeichnet sich aus... Bläser, gefühlvolle Vocals, reiche instrumentale Texturen und ein orientalisches Gefühlr machen es zu einem Gewinner.“ Das Billboard-Magazin beschrieb: „Bailey erinnert an Van Morrison im poetischen 'Walking On The Chinese Wall'“.
John Griffin von der Montreal Gazette lobte das Lied für „Baileys enormes stimmliches Talent“. Paul Sexton von Record Mirror beschrieb die Aufnahmen als „sehr rockig... mit vielen typischen Merkmalen von Collins“. William Ruhlmann von AllMusic sagte, die Melodie „repräsentiere(n) Baileys Fähigkeit, eine Vielzahl von Material von Balladen bis zu Techno-Dance-Tracks mit seinem elastischen Falsett zu bewältigen“.
Lou Papineau von der Boston Globe beschrieb „Walking on the Chinese Wall“ als „atmosphärisch“. Volker Thormaehlen vom NDR prophezeite im April 1985, dass „Walking on the Chinese Wall“ ein „sicherer Hit“ werde. Music & Media nahm das Video in ihre Liste der Videohits am 13. Mai 1985 auf.

### Charts und Chartplatzierungen
| ChartsChartplatzierungen       | Höchstplatzierung | Wochen |
| ------------------------------ | ----------------- | ------ |
| Deutschland (GfK)              | 42 (8 Wo.)        | 8      |
| Vereinigtes Königreich (OCC)   | 34 (9 Wo.)        | 9      |
| Vereinigte Staaten (Billboard) | 46 (12 Wo.)       | 12     |

## Coverversionen (Auswahl)
Am 25. September 2004 war Alicia Keys der Hauptact des Wall of Hope-Konzerts am nördlichen Torabschnitt Juyongguan der Chinesischen Mauer, das dem 20. Jahrestag des Restaurierungsprojekts der Chinesischen Mauer gewidmet war. Sylvia Tosun, Nellie McKay und Cyndi Lauper traten live als Trio auf und präsentierten das Lied. Baileys Aufnahme von „Walking on the Chinese Wall“ bildete den Abschluss des Ereignisses.